# Thaicom 4

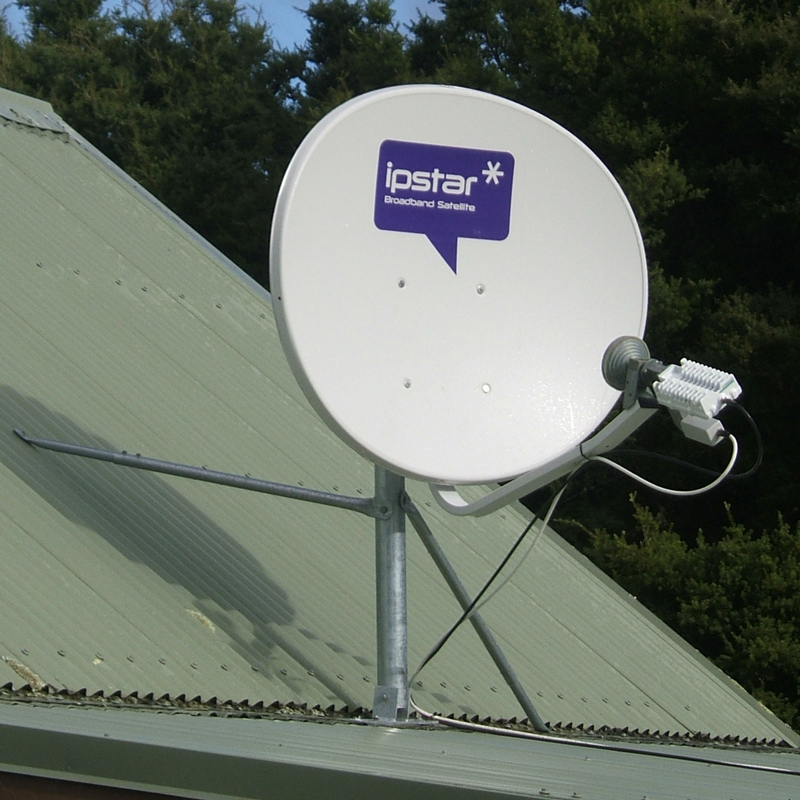
Antenna parabolica Ipstar

Thaicom 4 (IPSTAR) è un satellite artificiale per le telecomunicazioni sviluppato dalla Space Systems/Loral (SS/L) per la società di telecomunicazioni thailandese Shin Satellite.
Il satellite è stato lanciato l'11 agosto 2005 alle 5:20 ora locale dal Centre Spatial Guyanais a Kourou nella Guyana francese. Come lanciatore è stato utilizzato un Ariane 5 sviluppato dall'Agenzia Spaziale Europea e gestito dalla società Arianespace SA. Il satellite con i suoi 6486 chilogrammi di massa è il più pesante satellite per telecomunicazioni del pianeta.
Il satellite fornisce accesso internet a società e privati nell'area dell'Asia, Australia e Nuova Zelanda. La massima capacità trasmissiva del satellite è di 45 GB/s ed è il quarto satellite del gruppo Shin Satellite lanciato con un vettore Ariane.